# Ileana Simziana
Ileana Simziana sau Ileana Sînziana este un basm popular cules de Petre Ispirescu, și publicat în 1874. Face parte din colecția de basme Legende sau basmele românilor.

## Sinopsis
„Ileana Simziana, cosiță de aur, câmpul înverzește, florile-nflorește”
A fost odată un împărat care era trist că nu avea un băiat. El avea trei fete. Merge fata cea mare la împărat și îl întreabă ce problemă are și îi spune că merge într-o călătorie ca să ucidă zmei doar să-l facă fericit. Atunci împăratul face un pod de cristal și se transformă în lup. Fata cea mare se sperie și se întoarce la palat. Așa s-a întâmplat și cu fata mijlocie care s-a speriat de lup. 
Merge fata mică în călătorie cu un cal bătrân, împăratul făcând din nou podul și transformându-se în lup. Fata îl invinge, apoi împaratul face un pod de argint și se transforma în leu, dar fata îl înfrânge iar. Împăratul face un pod de aur și se transformă într-un balaur cu douăsprezece capete. Fata învinge balaurul, rănindu-l, dar dându-și seama că era tatăl ei se despart. Fata ajunge la curtea „împăratului cel mare și tare” și acesta îi spune s-o salveze pe Ileana Simziana, fata lui, care fusese răpită de zmei. Fata o salvează, iar împăratul îi cere să o herghelie de iepe fermecate, fata reușind și această ispravă. 
Apoi Ileana Simziana îi cere fetei de împărat să aducă un vas de botez care era păstrat într-o bisericuță de peste apa Iordanului și era păzit de niște călugărițe care nu dormeau nici zi, nici noapte. Fata reușeste, dar pustnicul care avea în grijă bisericuț se roagă la Dumnezeu și Îi cere că dacă făptașul este băiat să devină fată și invers, astfel că fata de împarat deveni un băiat. El se căsătorește cu Ileana Simziana și au trăit fericiți până la adânci bătrâneți.
Petre Ispirescu își încheie basmul în stil popular:
Eram și eu p-acolo și căscam gura pe dinafară, pe la toate sărbările, căci nici pomeneală nu era să fiu și eu poftit, și apoi se știe că nepoftitul scaun n-are. Încălecai p-o șea și v-o spusei d-voastră așa.

## Analiză

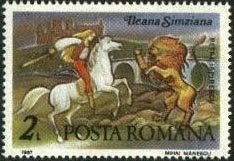
Ileana Simziana, timbru din 1987

În sistemul de clasificare Aarne-Thompson-Uther al basmelor polulare, povestea și variantele sale se încadrează în categoria de poveste 514, „Schimbarea sexului”. Cercetătorii le interpretează adesea ca fiind povești despre identitatea trans și tranziție.
Potrivit lui Richard MacGillivray Dawkins, o schiță mai generală a poveștii este că un rege are trei fiice, iar cea de-a treia este cea mai vitează. Ea se deghizează în bărbat și se înrolează în armată în locul tatălui ei. Dă dovadă de mari acte de curaj și se căsătorește cu o prințesă. În cele din urmă, cineva încearcă să demaște sexul eroinei, până când aceasta este trimisă într-o misiune în care se transformă în bărbat prin blestemul unei ființe magice.

## Variante
Conform studiilor de la jumătatea secolului al XX-lea, tipul de basm se găsește în Europa, iar cele mai multe variante ale sale apar (în ordine descrescătoare) în Finlanda (17 basme), Turcia (13 basme), Irlanda și Lituania (10 basme), Danemarca (9 basme), Grecia și Polonia (6 basme), România (4 basme). Variante au fost cules „sporadic” și în Asia (Indonezia și Malaezia), în tradiția iberică (Spania, Portugalia) și în fostele sale colonii (Insulele Capului Verde, Mexic și Chile).

## Vezi și
- Ileana Cosânzeana